# ناصر فكوهي

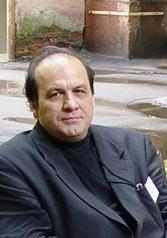
ناصر فکوهی

ناصر فكوهي ((بالفارسية: ناصر فکوهی‏)؛ مواليد 13 مايو 1956 في طهران) هو عالم أنتروبولوجيا، كاتب ومترجم إيراني ومدرس في كلية علم الاجتماع في جامعة طهران وأيضاً المشرف علي موقع (http://anthropology.ir/) وعضو في جامعة الدولية لعلماء الاجتماع والبحوث الإيرانية.
تخرج فكوهي في سنة 1993 من جامعة السوربون الفرنسية في فرع الأنتروبولوجيا السياسية. لفكوهي عدة تاليفات أشهرها، تاريخ آراء الأنتربولوجيا، الأنتروبولوجيا المدنية وأيضاً له لقاءات ونقاشات كثيرة في مجال الأنتروبولوجيا مع رامين جهانبغلو، عبد الله كوثري وعلي بلوكباشي وشهلا حائري.
كتب عنه رامين جهانبغلو في موقع (انديان إكسبرس) بأن فكوهي يصنف من المفكرين في طراز جواد طباطبائي وبابك أحمدي، حميد عضدانلو، موسي غني نجاد وفاطمة صادقي في مقابل المفكرين من السبعينات والثمانينات.